# Clementia Killewald

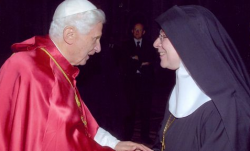
Äbtissin Clementia und Papst Benedikt XVI. im Oktober 2012

Clementia Killewald OSB (* als Elisabeth Killewald am 25. April 1954 in Duisburg; † 2. Juli 2016 in Rüdesheim am Rhein) war eine deutsche Benediktinerin und Äbtissin von Rupertsberg und Eibingen.

## Leben
Elisabeth Killewald wuchs in dem Wallfahrtsort Kevelaer am Niederrhein und in Dinslaken im Bistum Münster auf. Nach dem Abitur am Lise-Meitner-Gymnasium in Geldern studierte sie zunächst an der Hochschule für Musik Mainz. 1976 trat sie in die Benediktinerinnenabtei St. Hildegard in Eibingen ein, die der Beuroner Kongregation angehört, erhielt zur Einkleidung Ordensnamen Clementia und legte am 25. April 1979 die erste Profess ab.
Im Kloster war sie nach der Profess zunächst Organistin und Mitglied der Schola, dann Leiterin der Krankenstation. Im Sommer 2000 wurde sie vom Konvent als Nachfolgerin von M. Edeltraud Forster zur Äbtissin gewählt und am 3. Oktober 2000 von dem aus ihrem Heimatbistum Münster stammenden Limburger Bischof Franz Kamphaus benediziert. Damit war sie die 39. Nachfolgerin der hl. Hildegard von Bingen. Als ihren Wahlspruch wählte Mutter Clementia Dominus ipse faciet, „der Herr wird es fügen“.
Seit einigen Jahrzehnten führt die Äbtissin von Rupertsberg und Eibingen am 17. September, dem Hochfest der hl. Hildegard, die Eibinger Reliquienprozession an, bei der der Reliquienschrein der heiligen Hildegard durch die Straßen getragen wird. Bei der Erhebung Hildegards zur Kirchenlehrerin am 7. Oktober 2012 durch Papst Benedikt XVI. gab Mutter Clementia in der liturgischen Feier auf dem Petersplatz einen kurzen Überblick über deren Leben und Wirken, bevor Kardinalpräfekt Angelo Amato den Papst um die Deklaration bat.
Am 27. Mai 2016 nahm der Abtpräses der Beuroner Kongregation, Albert Schmidt, ihre aus Krankheitsgründen vorgebrachte Resignation  an. Mutter Clementia, eine leibliche Schwester von Norbert Killewald, starb am 2. Juli 2016 nach schwerer Krankheit. Der Todestag am 2. Juli ist der Gründungstag des Klosters (2. Juli 1900), der Jahrestag der Vertreibung des Konventes durch die Gestapo (2. Juli 1941) und der der Heimkehr aus dem Exil (2. Juli 1945). Die Exsequien fanden am 9. Juli in der Abteikirche statt, die Beisetzung auf dem Klosterfriedhof. Zur Nachfolgerin wurde am 2. August 2016 Sr. Dorothea Flandera OSB gewählt.

## Editionen
Tätigkeit als Herausgeberin der Werke Hildegards von Bingen:
- Hildegard von Bingen, Wisse die Wege. Werke Bd. I, hg. von der Abtei St. Hildegard, Eibingen, neu übersetzt von Mechthild Heieck. Beuroner Kunstverlag 2010, ISBN 978-3-87071-211-2.
- Hildegard von Bingen, Ursprung und Behandlung der Krankheiten. Causae et Curae. Werke Bd. II, hg. von der Abtei St. Hildegard, Eibingen, neu übersetzt von Ortrun Riha. Beuroner Kunstverlag 2011, ISBN 978-3-87071-248-8.
- Hiltrud Gutjahr OSB, Maura Záthonyi OSB, Geschaut im lebendigen Licht. Die Miniaturen des Liber Scivias der Hildegard von Bingen, erklärt und gedeutet. Mit einer kunsthistorischen Einführung von Lieselotte Saurma-Jeltsch, hg. von der Abtei St. Hildegard, Eibingen. Beuroner Kunstverlag 2011, ISBN 978-3-87071-249-5.
- Hildegard von Bingen, Lieder Symphoniae. Werke Bd. IV, hg. von der Abtei St. Hildegard, Eibingen, neu übersetzt von Barbara Stühlmeyer. Beuroner Kunstverlag 2012, ISBN 978-3-87071-263-1.
- Hildegard von Bingen, Heilsame Schöpfung - Die natürliche Wirkkraft der Natur. Physica. Werke Bd. V, hg. von der Abtei St. Hildegard, Eibingen, neu übersetzt von Ortrun Riha. Beuroner Kunstverlag 2012, ISBN 978-3-87071-271-6.
- Hildegard von Bingen, Das Buch vom Wirken Gottes - Liber Divinorum Operum. Werke Bd. VI, hg. von der Abtei St. Hildegard, Eibingen, neu übersetzt von Mechthild Heieck. Beuroner Kunstverlag 2012, ISBN 978-3-87071-272-3.
- Hildegard von Bingen, Briefe. Epistulae. Werke Bd. VIII, hg. von der Abtei St. Hildegard, Eibingen. Beuroner Kunstverlag 2012, ISBN 978-3-87071-285-3.
- Das Leben der heiligen Hildegard von Bingen. Vitae sanctae Hildegardis. Werke Bd. III, hg. von der Abtei St. Hildegard, Eibingen, neu übersetzt von Monika Klaes-Hachmöller mit einer Einführung von Michael Embach. Beuroner Kunstverlag 2013, ISBN 978-3-87071-262-4.
- Hildegard von Bingen, Das Buch der Lebensverdienste. Liber vitae meritorum. Werke Bd. VII, hg. von der Abtei St. Hildegard, Eibingen. Übersetzt und eingeleitet von Sr. Maura Zatonyi OSB. Beuroner Kunstverlag 2014, ISBN 978-3-87071-314-0.

## Ehrungen

### Widmungen
- Ludger Stühlmeyer: Quatre pièces pour Orgue: Prélude romantique, Caprice expressionique, Hymne impressionique, Fugue baroque. 2001. „Äbtissin Clementia zugeeignet“. Edition Musica Rinata 2013, ISMN 979-0-50235-058-1.